# Piero Colobini
Piero Colobini (Gorizia, 17 febbraio 1914 – Mali Spadarit, 10 marzo 1941) è stato un militare italiano, insignito della medaglia d'oro al valor militare alla memoria nel corso della seconda guerra mondiale.

## Biografia
Nacque a Gorizia il 17 febbraio 1914, figlio di Ugo e di Maria Cavagna. Il nome completo era Pietro Ugo Giuseppe Colobig, poi italianizzato dal fascismo in "Colobini" nel 1928.
Compì gli studi elementari e medi a Gorizia conseguendo il diploma di ragioniere presso l'Istituto Tecnico.  Nel 1936 si iscrisse all'Università di Trieste nella facoltà di scienze economiche commerciali. All'inizio della seconda guerra mondiale lasciò il suo posto di impiegato al Municipio di Gorizia e gli studi universitari per arruolarsi nel Regio Esercito, arma di fanteria, assegnato alla specialità alpini.
Frequentò il corso allievi ufficiali di complemento a Bassano del Grappa; appena ottenuta la nomina a sottotenente, venne trasferito sul fronte occidentale con il Battaglione alpini "Feltre" del 7º Reggimento Alpini, 5ª Divisione alpina "Pusteria", dove partecipò ad alcune importanti azioni.
Intervenuto l'armistizio con la Francia, nell'ottobre 1940 fu inviato sul fronte greco-albanese, mentre era in corso l'operazione di ripiegamento e contenimento della pressione avversaria. Il 13 febbraio 1941, grazie al proprio coraggio, si guadagnò una croce di guerra al valor militare sul campo assaltando e conquistando una postazione ben munita.
Cadde alla testa dei suoi alpini una nebbiosa mattina di primavera sul monte Spadarit, a pochi metri dalla vetta, difesa da tre ordini di reticolati e da un avversario ben trincerato e deciso, riuscendo ad aprire ad altri la via della conquista.
I suoi resti mortali furono inumati nel Sacrario del Cimitero Centrale di Gorizia il 20 maggio 1962. Porta il suo nome la sezione di Gorizia dell'Associazione Nazionale Alpini.